# Entre-deux-Guiers
Entre-deux-Guiers là một xã thuộc tỉnh Isère, vùng Rhône-Alpes đông nam nước Pháp. Xã này nằm ở khu vực có độ cao từ 373-1420 mét trên mực nước biển.